# Würenlos
Würenlos é uma comuna da Suíça, no Cantão Argóvia, com cerca de 5.125 habitantes. Estende-se por uma área de 9,03 km², de densidade populacional de 568 hab/km². Confina com as seguintes comunas: Hüttikon (ZH), Killwangen, Neuenhof, Oetwil an der Limmat (ZH), Otelfingen (ZH), Spreitenbach, Wettingen.
A língua oficial nesta comuna é o Alemão.